# Máthé Zsuzsa (újságíró)

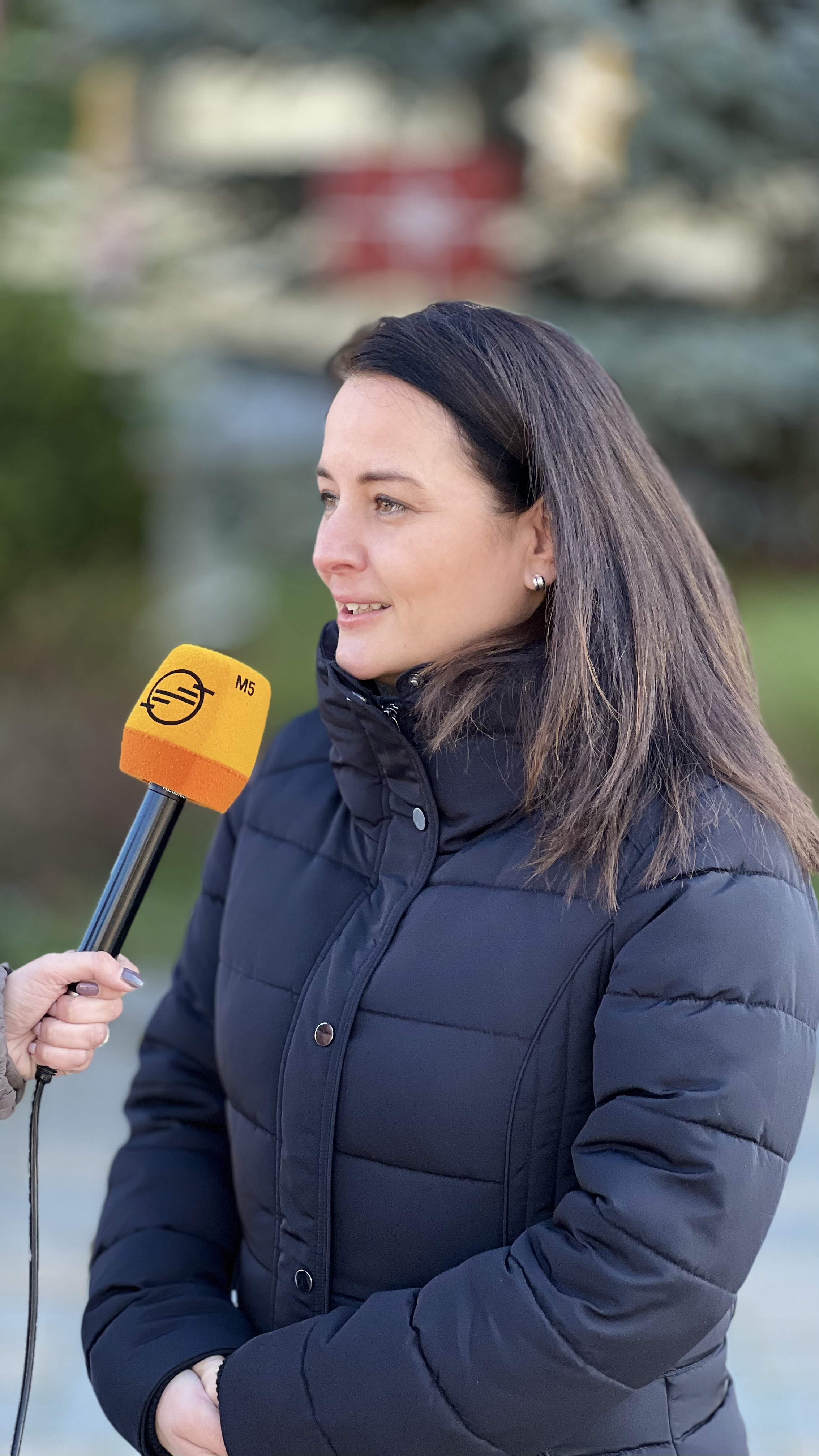
Máthé Zsuzsa nyilatkozik egy televíziós csatornának

Máthé Zsuzsa (Budapest, 1975. december 18. –) magyar újságíró, több televíziós- és rádióműsor rendszeres vendége, a 2021-es alapítású Szent István Intézet kommunikációs vezetője, utóbb igazgatója.

## Életútja
Számos újság kötelékében vett/vesz részt, ilyen a 2018-ban megszűnt Heti Válasz, a Mandiner vagy a Képmás, de számos más internetes vagy nyomtatott lap felületén is jelentek/jelennek meg írásai. 2021 novemberében indította hivatalos Facebook-oldalát, melyen azóta napi szinten jelennek meg rövidebb vagy hosszabb írásai, esszéi, kommentjei, melyek elsősorban politikai és társadalmi témákat érintenek. 
A Szent István Intézet megalapításakor először kommunikációs vezető volt, majd 2022-től igazgató. Az intézet számos konferenciát szervez és részt vesz az első magyarországi CPAC-fórumon. A konzervatív nyilvánosság számos szervezetével, közszereplőjével építenek ki kapcsolatot.  
2025 januárjában a Civil Összefogás Fórum-Civil Összefogás Közhasznú Alapítvány kuratóriuma Szellemi Honvédő Díjjal ismerte el tevékenységét.

## Magánélete
Magánéletéről rendszeresen beszámol közösségi oldalán. Apja Máthé Imre (1942-) Eötvös József-koszorúval kitüntetett biokémikus, egyetemi tanár. Férje Ókovács Szilveszter operaénekes, újságíró, a Magyar Állami Operaház főigazgatója. Négy gyermek (Benedek, Zsombor, Julianna, Boróka) édesanyja.